# 11082 Spilliaert
11082 Spilliaert è un asteroide della fascia principale. Scoperto nel 1993, presenta un'orbita caratterizzata da un semiasse maggiore pari a 3,2238442 UA e da un'eccentricità di 0,0668652, inclinata di 12,62191° rispetto all'eclittica.